# Mélecey
Mélecey é uma comuna francesa na região administrativa de Borgonha-Franco-Condado, no departamento de Alto Sona. Estende-se por uma área de 3,35 km². Em 2010 a comuna tinha 142 habitantes (densidade: 42,4 hab./km²).